# Adolf Hieber
Adolf Hieber (* 15. März 1898 in München; † 25. Dezember 1977 ebenda) war ein Musikalienhändler und Musikverleger sowie Zweiter Bürgermeister der Stadt München. Er war Mitglied der Bayernpartei.

## Werdegang
Adolf Hieber lernte seinen Beruf in der Musikalienhandlung seines Vaters Max Hieber und setzte sich früh für die Belange der Branche ein. 1924 wurde er zum Vorsitzenden des Bayerischen Musikalienhändler-Verbandes gewählt, der 1933 aufgelöst wurde. Unter dem Naziregime bewies er politischen Mut. Er verkaufte seine Verlagsrechte an dem Badenweiler-Marsch von Georg Fürst, weil der Marsch zu Adolf Hitlers Lieblingsstücken gehörte und bei vielen offiziellen Anlässen gespielt wurde. Hieber wollte mit seinem gutgehenden Verlagswerk als Gegner des Naziregimes nichts mehr zu tun haben.
Während des Zweiten Weltkriegs gehörte Hieber dem Vorstand der Sortimenterkammer, einem Gremium der Reichsmusikkammer, an. 1945 wurde er verpflichtet, eine Stadtwehr zu leiten und entkam damit der Einberufung zum Militär. Kurz vor Kriegsende wurde ihm befohlen, sämtliche Isarbrücken sprengen zu lassen, um die anrückenden amerikanischen Truppen zu bremsen. Er widersetzte sich nicht nur dem Befehl der SA/SS unter höchster Lebensgefahr, sondern ließ sogar die Sprengköpfe unter den Brücken heimlich wieder entfernen.
Nach der Kapitulation ergriff Hieber mit einigen Kollegen die Initiative und kümmerte sich als „Arbeitsausschuss für den Bayerischen Buchhandel“ um die „Überprüfung, Säuberung und Reorganisation des gesamten Verlagsgeschäfts und aller Sparten des Buchhandels“. Er präsentierte sich als erwiesener Hitler-Gegner und wurde zum selbstlosen Helfer der Besatzungsmacht bei der Demokratisierung des kulturellen Lebens.
1948 wählte ihn die Stadt München zum Stadtrat. Bei den Wahlen 1952 und 1956 wurde er im Amt bestätigt. Neben seiner politischen Tätigkeit in der Bayernpartei initiierte er die Neugründung des Bayerischen Musikalienhändler-Verbandes und rettete aus Leipzig die Reste des Vermögens der Unterstützungskasse. Er wurde zum zweiten Vorsitzenden des Deutschen Musikalienwirtschafts-Verbandes gewählt.
1956 wurde er mit überzeugender Mehrheit zum Zweiten Bürgermeister der Stadt München gewählt. Eine seiner ersten Amtshandlungen war die Vertretung der Stadt beim Orlando di Lasso-Festakt, der unter offizieller Beteiligung des Staates und der Kirche stattfand. Im gleichen Jahr wurde er außerdem zweiter Vorsitzender des Bayerischen Einzelhandelsverbandes.

## Ehrungen
- 1955: Bundesverdienstkreuz am Bande
- 1960: Bayerischer Verdienstorden, Goldene Bürgermedaille der Landeshauptstadt München
- 1968: München leuchtet in Silber
- 1972: München leuchtet in Gold